# RAF-977
Der RAF-977 (russisch РАФ-977), häufig, aber nicht in allen Varianten mit dem Beinamen „Latvija“ (russisch Латвия) bezeichnet, ist ein Kleinbus aus der sowjetischen Rigaer Autobusfabrik (RAF). Das Fahrzeug wurde von 1958 bis 1976 in Serie produziert, ihm voraus gingen zwei weniger erfolgreiche, ähnliche Modelle. Der Bus basiert technisch auf dem Personenwagen GAZ-M21 Wolga und nutzt von ihm Antrieb und Fahrwerk. Als die Produktion des GAZ-M21 im Jahr 1970 gestoppt wurde, begann die Entwicklung eines Nachfolgers. Bis 1976 wurden noch Fahrzeuge aus Restteilen montiert, danach die Produktion auf den RAF-2203 umgestellt. Der RAF-977 war, neben den Allradfahrzeugen UAZ-450 und UAZ-452, in der Sowjetunion der 1960er-Jahre der einzige in nennenswerten Stückzahlen gebaute Kleinbus und wurde nicht an Privatpersonen verkauft.
Das armenische Jerewanski Awtomobilny Sawod fertigte von 1967 bis 1996 nach originalen Dokumenten aus Riga den JerAZ-762, der ab 1979 den GAZ-24 Wolga als Basis nutzte. Er ist die bei RAF aufgrund mangelnder Produktionskapazitäten nie gebaute Kastenwagenversion des RAF-977.

## Fahrzeuggeschichte

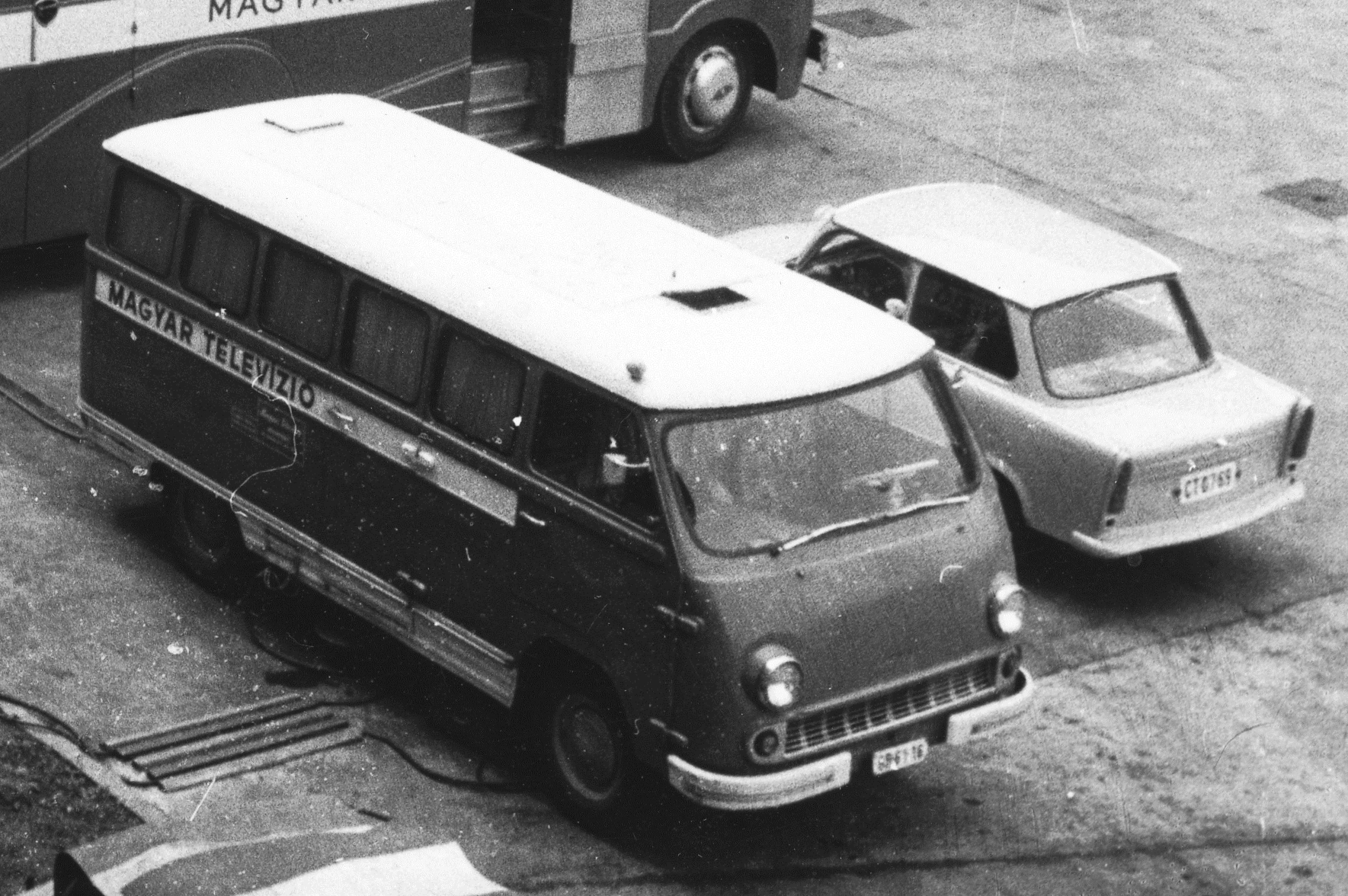
RAF-977D des Ungarischen Staatsfernsehens in Budapest. Daneben ein Trabant 601 (1968)

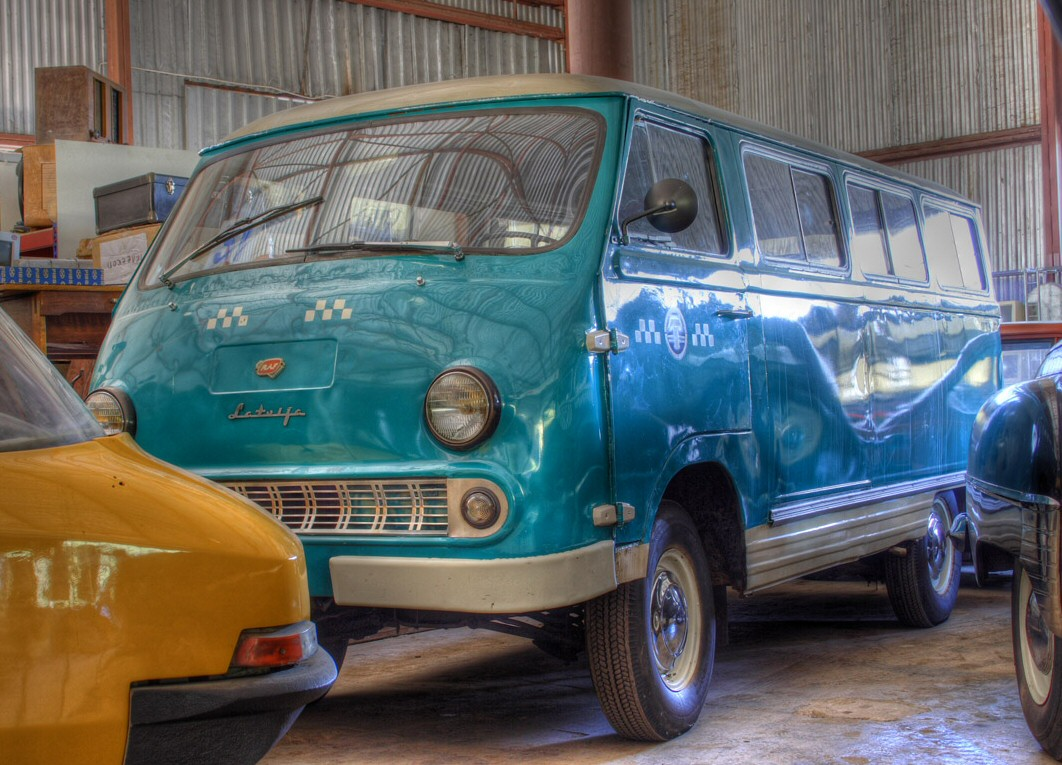
Modernisierter RAF-977DM in einem russischen Museum. Die scheinbare Teilung der Windschutzscheibe ist nur eine Spiegelung (2007)

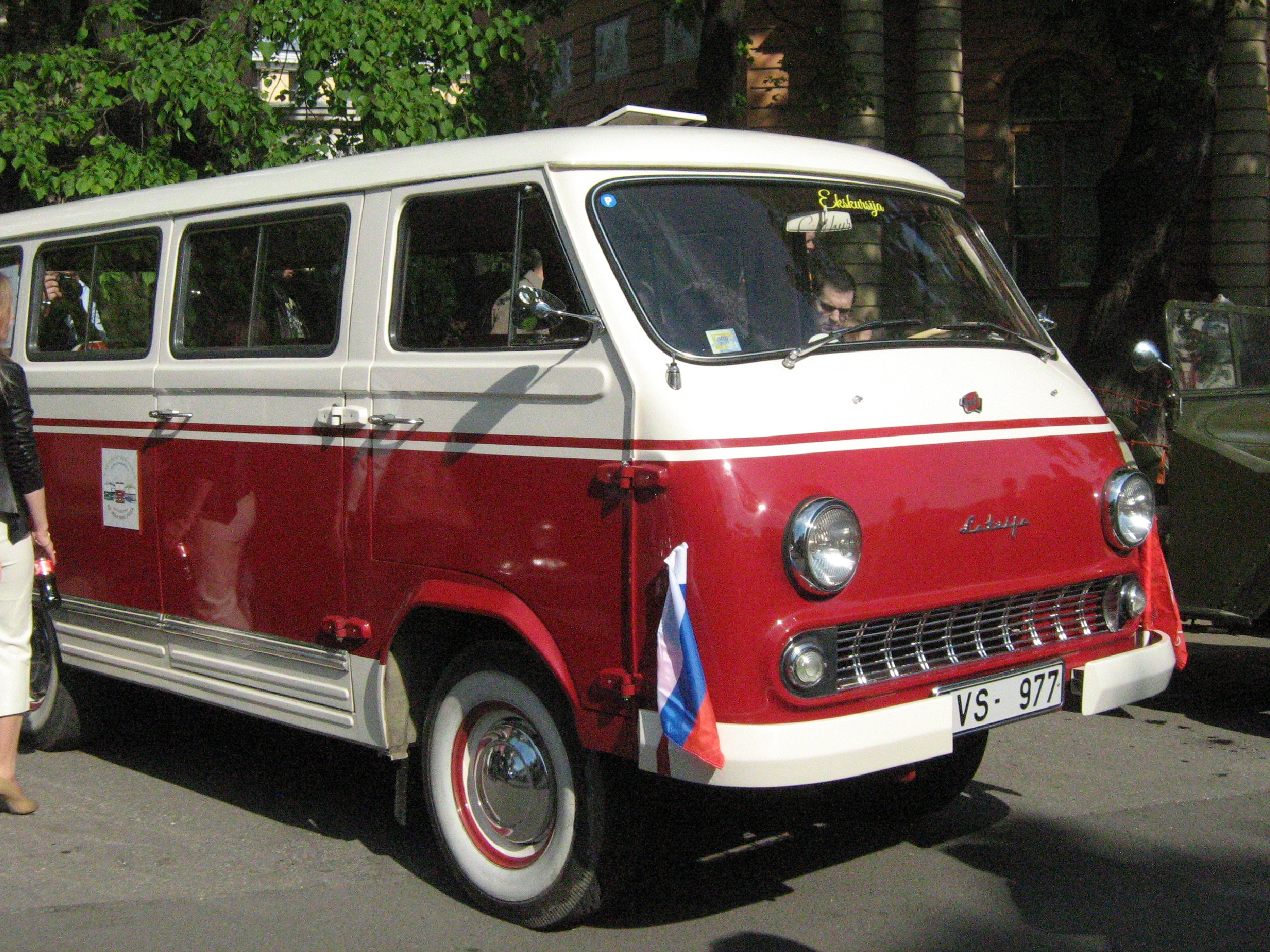
Restaurierter RAF-977DM in Sankt Petersburg (2016)

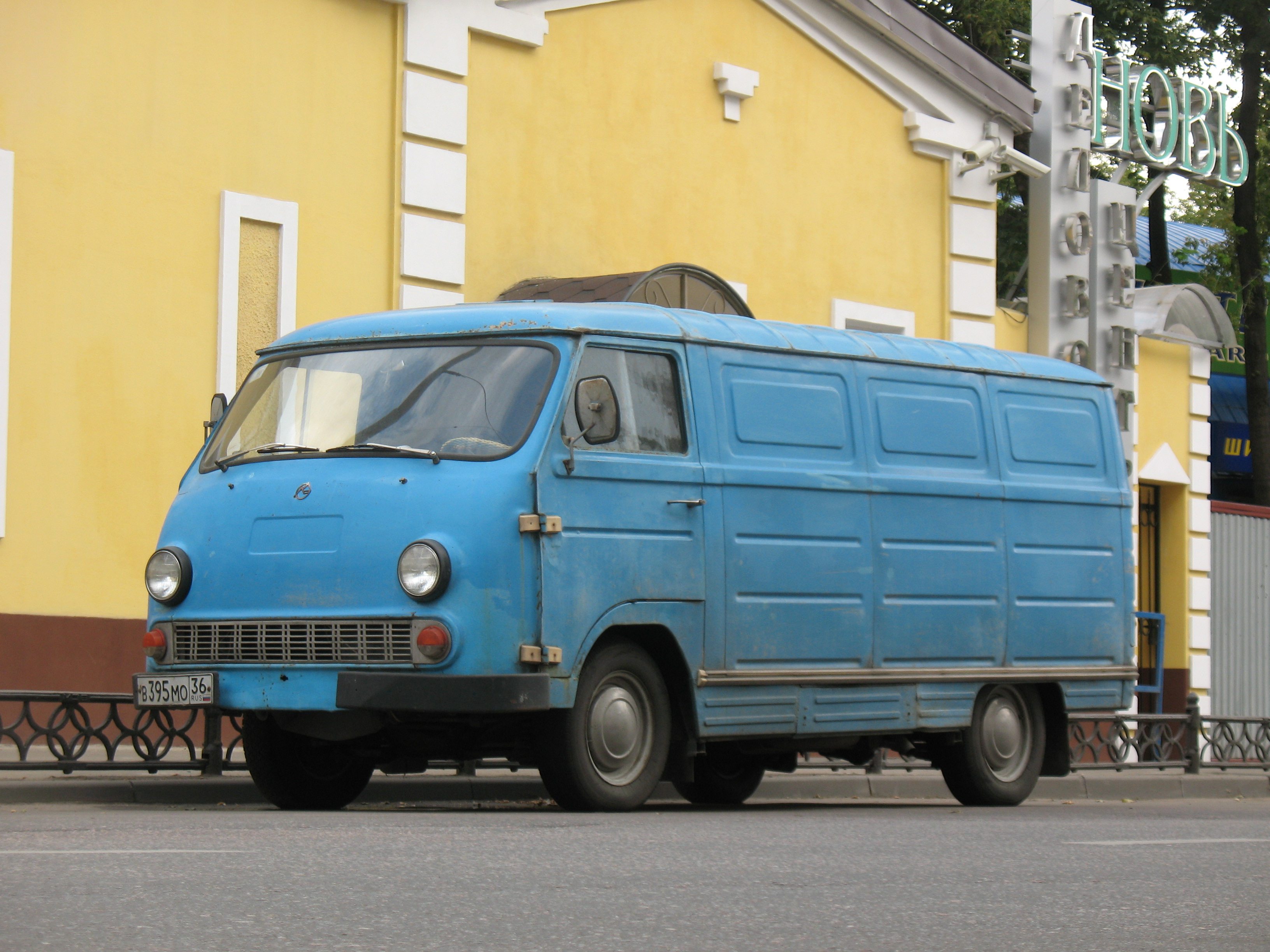
Armenischer JerAZ-762 als Kastenwagen (2007)

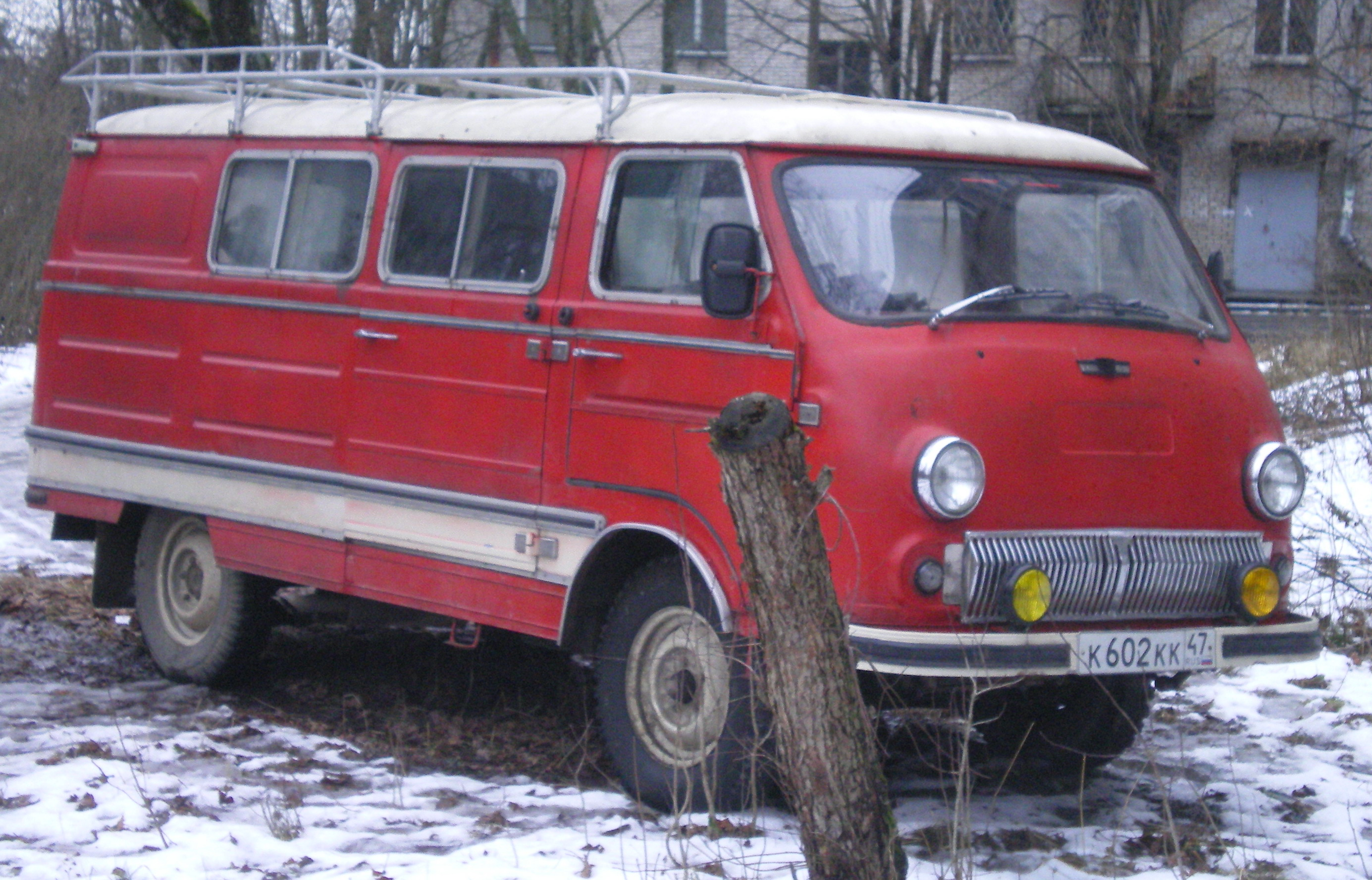
Ebenfalls aus Armenien: Ein JerAZ-762WGP für den kombinierten Transport von Passagieren und Fracht (2007)

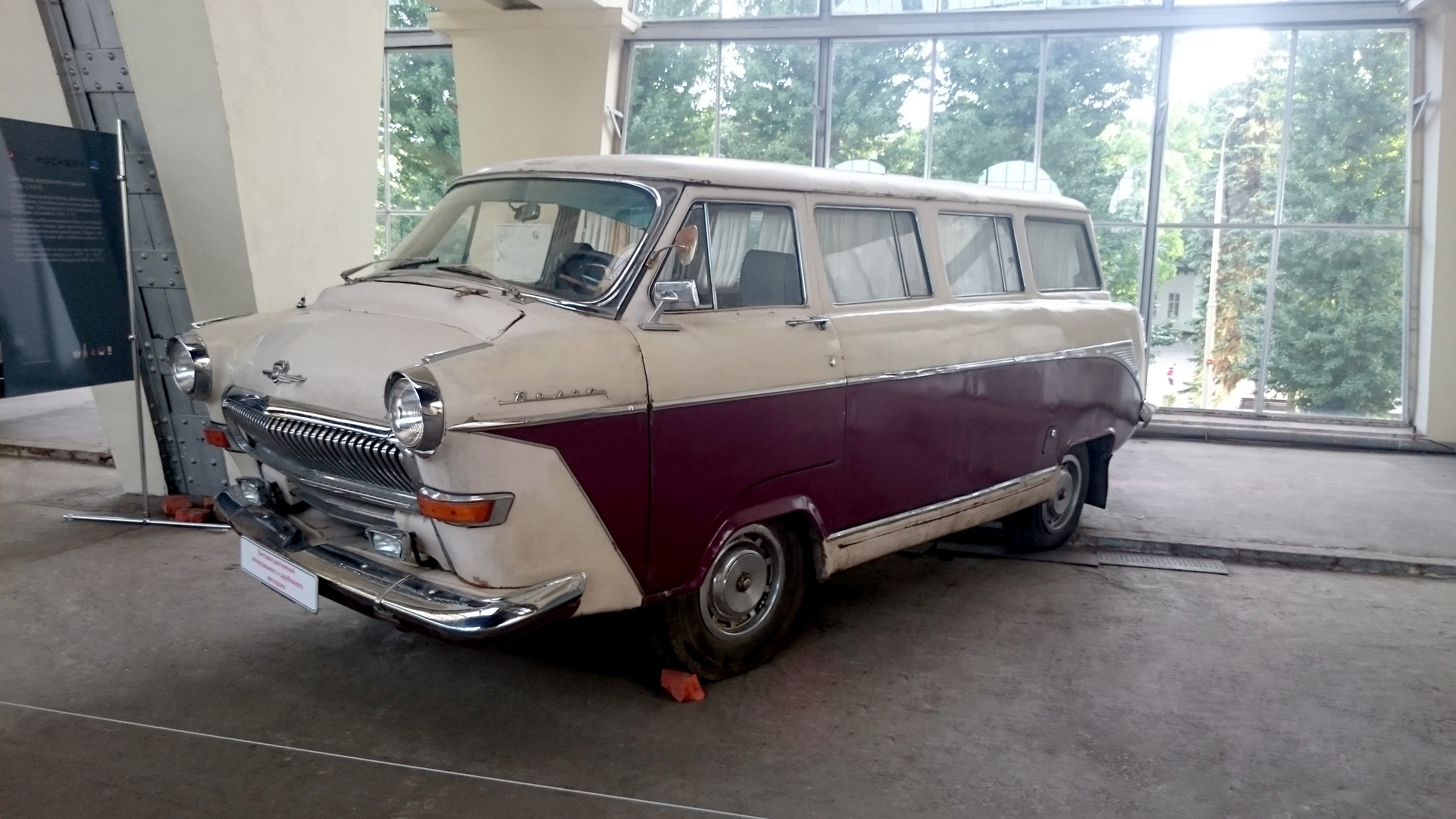
Der erhaltene Prototyp RAF-21A „Afalina“ in einem Museum (2015)

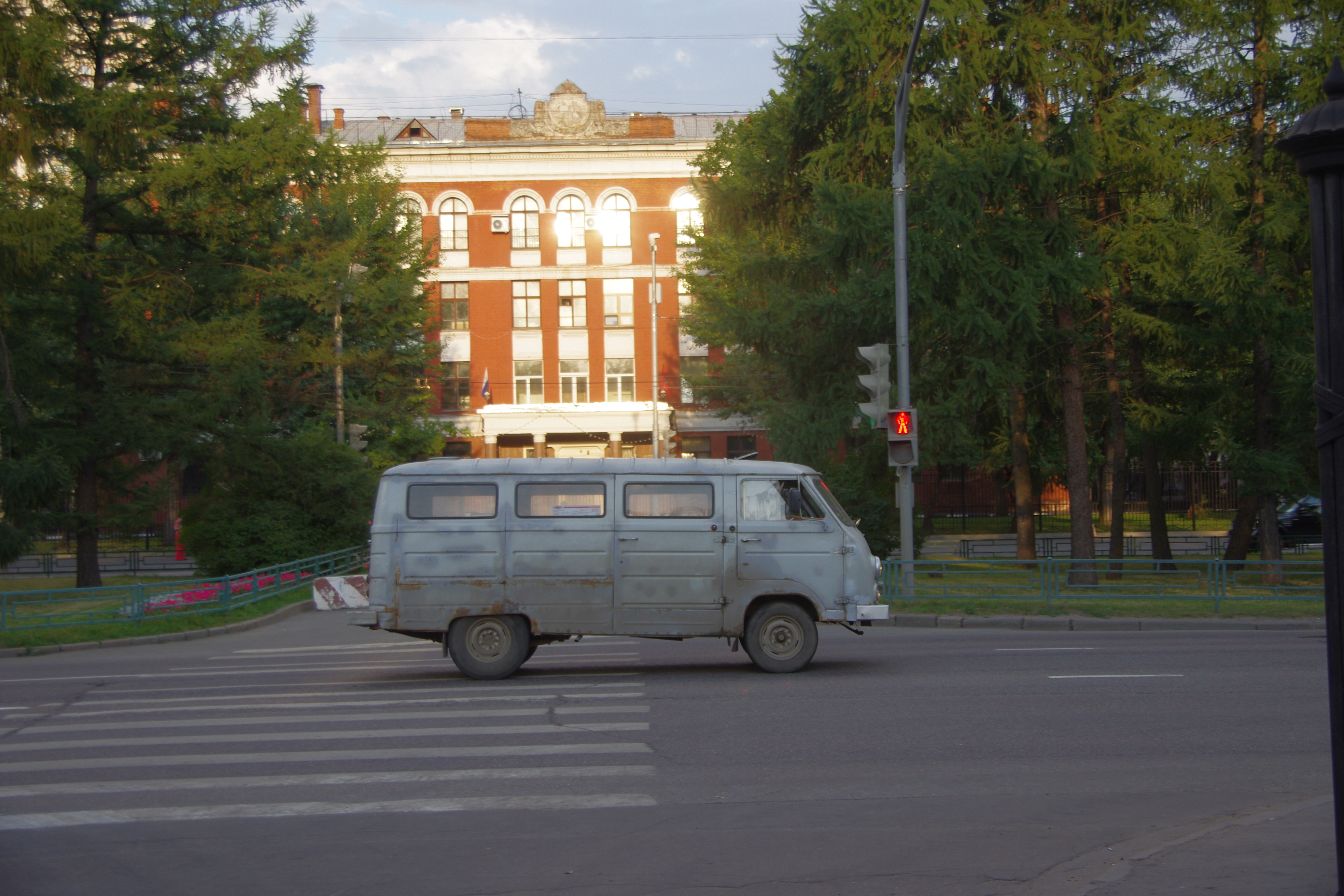
RAF-977DM in Moskau, gut zu erkennen die drei breiten Seitenfenster (2014)

Die spätere Rigaer Autobusfabrik nahm ihren Betrieb 1949 auf und begann spätestens 1953 mit der Fertigung hölzerner Karosserien für Minibusse. Basierend auf diesen Erfahrungen wurde ab 1955 der RAF-251 mit 22 Sitzplätzen gebaut. In den darauf folgenden Jahren begann man mit der Entwicklung von Kleinbussen. 1957 begann die Serienfertigung des RAF-10 „Festival“, der die Technik und das Fahrgestell des GAZ-M20 Pobeda erhielt. Da dessen Fertigung 1958 eingestellt wurde, musste auch bei RAF ein neuer Kleinbus konstruiert werden. So entstand auf Basis des GAZ-M21 Wolga der nach dem genormten sowjetischen Bezeichnungssystem für Kraftfahrzeuge nun RAF-977 genannte Nachfolger, dessen Serienproduktion noch 1958 in kleinen Stückzahlen begann. Zuvor hatte es auch Prototypen eines Achtsitzers mit der Technik des Moskwitsch-407 gegeben, der als RAF-08 bezeichnete Wagen wurde aber nicht in Serie gebaut. Auch der ähnliche Moskwitsch-A9 kam nie über Prototypen hinaus.
In den ersten Jahren blieben die gebauten Stückzahlen sehr gering. Die Rigaer Autobusfabrik war in der Anfangsphase nicht mit Fließbändern ausgestattet, was die Produktionskapazitäten sehr begrenzte. 1959 wurde die Fertigung des RAF-10 eingestellt. 1960 erfolgte die erste kleinere Überarbeitung, ab diesem Zeitpunkt wurden die Busse als RAF-977W bezeichnet. Größere Änderungen kamen aber erst mit der Version RAF-977D, die ab Herbst 1961 produziert wurde. Mit ihrer Einführung wurden auch die Produktionsanlagen ertüchtigt, sodass die gefertigten Stückzahlen anstiegen. Sowjetische Literatur der 1970er-Jahre übergeht aus diesem Grund teilweise die Produktionsgeschichte vor 1961. Der RAF-977D erhielt eine neue Front und eine einteilige gebogene Windschutzscheibe. Mitte der 1960er-Jahre entfielen die Panoramafenster im Dachbereich vollständig. Diese Fahrzeuge wurden bis 1968 gebaut.
Ende der 1960er-Jahre wurde das Fahrzeug noch einmal modernisiert. Den Typenbezeichnungen wurde ein M für modernisiert hinzugefügt, die Grundversion wurde so zum RAF-977DM. Prototypen wurden ab 1967 gefertigt, die Serienfertigung 1968/69 umgestellt. Wichtigstes optisches Erkennungsmerkmal ist, dass die Anzahl der Seitenfenster hinter der B-Säule von fünf auf drei sank, gleichzeitig wurden sie deutlich breiter. 1970 stellte das Gorkowski Awtomobilny Sawod, das die Fahrwerks- und Antriebskomponenten zulieferte, die Fertigung des GAZ-M21 Wolga ein und begann den Nachfolger, den GAZ-24 Wolga zu produzieren. Das hatte zur Folge, dass auch in Riga ein neues Fahrzeug entwickelt werden musste. Es dauerte aber noch bis 1976, eh die Produktion auf den Nachfolger RAF-2203 umgestellt werden konnte.
Bereits Anfang der 1960er-Jahre gab es Überlegungen, auf Basis des RAF-977 einen Lieferwagen zu fertigen. Dieses Vorgehen war in der Sowjetunion üblich und wurde auch bei größeren Bussen wie dem KAwZ-651 oder dem PAZ-652 praktiziert. 1962 wurde unter dem Namen RAF-977K ein Prototyp gebaut, das Projekt scheiterte aber an den mangelnden Fertigungskapazitäten. So wurde die Fertigung an das 1964 neu gegründete Jerewanski Awtomobilny Sawod (kurz JerAZ) abgegeben, welches zunächst ebenfalls den GAZ-M21 Wolga und ab 1979 den moderneren GAZ-24 Wolga als Grundlage nutzte. Die Kleintransporter wurden in Jerewan als JerAZ-762 optisch nahezu unverändert von 1966 bis 1995/96 gebaut, technisch wurden im Laufe der Zeit immer wieder Überarbeitungen vorgenommen. Alle Versionen die als Kastenwagen oder für die gemischte Beförderung von Fracht und Passagieren gebaut wurden stammen von JerAZ, RAF produzierte nur reine Passagierfahrzeuge. Der JerAZ-762 war von wesentlich schlechterer Qualität als der RAF-977, ist aber aufgrund seiner langen und späteren Bauzeit heute deutlich häufiger anzutreffen. Der RAF-977 dagegen ist mittlerweile selten geworden.
Der RAF-977 war in den 1960er-Jahren in der Sowjetunion der einzige in größeren Stückzahlen gebaute Kleinbus für den städtischen Verkehr. Außer ihm wurden noch die Allradfahrzeuge UAZ-450 und UAZ-452 gebaut, von denen es jeweils auch Ausstattungsvarianten als Kleinbus gab. Ab 1962 wurde zusätzlich der luxuriöse ZIL-118 in Kleinserie gefertigt, der aber nur für spezielle Kunden gedacht war. Der RAF-977 wurde in der Sowjetunion zudem nicht an Privatpersonen abgegeben. Er wurde aber in diverse Staaten exportiert, darunter nach Bulgarien, Ungarn, Kuba, in den Iran, nach Nigeria und auch nach Finnland. Von der sowjetischen Außenhandelsorganisation Awtoexport wurden auch deutschsprachige Prospekte für das Modell erstellt, ob der RAF-977 jedoch tatsächlich in die Deutsche Demokratische Republik oder auch die Bundesrepublik Deutschland kam, ist unklar.

## Modellvarianten
Auf Basis des RAF-977 wurden verschiedene Fahrzeuge und Modellvarianten gebaut. Soweit nicht anders beschrieben hatten die Fahrzeuge den Beinamen „Latvija“.
- RAF-977 – Grundversion mit 9+1 Sitzplätzen und erster Karosserievariante, gebaut von 1958 bis 1960.
- RAF-977W – Überarbeitete Grundversion, gebaut in den Jahren 1960 und 1961.
- RAF-977D – Basismodell, gebaut von 1961 bis 1968 mit komplett neuer Front.
- RAF-977DM – Von 1968 bis zum Produktionsende 1976 gebaute Basisvariante mit weniger, dafür größeren Fenstern und 10+1 Sitzplätzen.
- RAF-977DMJu – Wie RAF-977DM, jedoch speziell für den Export in Staaten mit tropischen Klima ausgerüstet.
- RAF-977E – Mit dem Beinamen „Tourist“ vertrieben, speziell für Stadtrundfahrten mit neun Passagierplätzen ausgestattet. Der Stadtführer erhielt einen separaten Sitzplatz mit Mikrofon. In Kleinserie von 1962 bis 1968 gebaut, technischer Stand wie beim RAF-977D.
- RAF-977EM – Wie RAF-977E, jedoch auf dem modernisierten Stand des RAF-977DM. Gebaut von 1969 bis 1976 in Kleinserie.
- RAF-977EMJu – Wie RAF-977EM, jedoch speziell für den Export in tropisches Klima.
- RAF-977I – Krankenwagen auf Basis des RAF-977D, ausgerüstet u. a. mit einer Trage und einem Funkgerät. Gebaut von Dezember 1962 bis 1969.
- RAF-977IM – Krankenwagen auf Basis des modernisierten RAF-977DM, gebaut von 1969 bis Produktionsschluss. Sonst wie RAF-977I.
- RAF-977IMJu – Modernisierter Krankenwagen für den Export in tropisches Klima.
- RAF-977K – Prototyp eines Kastenwagens ohne Fenster hinter der B-Säule, gebaut 1962. Ab 1966/67 bei JerAZ als JerAZ-762 gebaut.
- RAF-977S – Prototyp von 1960 eines militärischen Krankenwagens noch auf Basis der ersten RAF-977. Da der UAZ-450A mit Allradantrieb diese Aufgabe besser erfüllte, erfolgte keine Serienproduktion.
- RAF-980 + RAF-979 – Wegebahn auf Basis des RAF-977W mit passendem Anhänger zum Personentransport vom Typ RAF-979. Unter dem Beinamen „Riga“ bekannt, gebaut von 1960 bis 1962.
- RAF-980D + RAF-979 – Modernisierte Wegebahn auf Basis des RAF-977D, gebaut 1962. Ebenfalls als „Riga“ bezeichnet.
- RAF-21A – Prototyp mit dem Beinamen Afalina, basierend auf dem Kombi GAZ-M22 Wolga.

## Technische Daten
Für die ab 1961 gebaute Grundversion RAF-977D.
- Motor: Vierzylinder-Reihen-Ottomotor
- Motortyp: „GAZ-21A“, aus dem Personenwagen GAZ-M21 Wolga
- Leistung: 75 PS (55 kW) bei 4000 min−1
- Hubraum: 2,445 l
- Bohrung: 92,0 mm
- Hub: 92,0 mm
- maximales Drehmoment: 167 Nm
- Verdichtung: 6,7:1
- Gemischaufbereitung: Vergaser, Typ K-22I
- Zündfolge: 1–2–4–3
- Anlasser: ST21, 1,5 PS Leistung
- Lichtmaschine: G12, 250 W Leistung
- Bordspannung: 12 V
- Getriebe: Dreigang-Schaltgetriebe mit Rückwärtsgang, teilsynchronisiert
- Kupplung: Einscheiben-Trockenkupplung
- Höchstgeschwindigkeit: 110 km/h
- Treibstoffverbrauch: 12,0 l/100 km
- Tankinhalt: 60 l Benzin mit mindestens 72 Oktan
- Bremse: hydraulisch betätigte Trommelbremsen an allen Rädern
- Antriebsformel: 4×2

Abmessungen und Gewichte
- Länge: 4900 mm
- Breite: 1810 mm
- Höhe: 2050 mm
- Radstand: 2700 mm
- Bodenfreiheit: mindestens 205 mm
- Spurweite vorne: 1410 mm
- Spurweite hinten: 1420 mm
- Wendekreis: 13,4 m Durchmesser, gemessen am äußersten Punkt der Karosserie
- Sitzplätze: 9+1
- Stehplätze: 0
- Leergewicht: 1720 kg
- zulässiges Gesamtgewicht: 2550 kg
- Achslast vorne: 1220 kg
- Achslast hinten: 1330 kg
- Reifengröße: 7,00-15″
- Anzahl Türen: 2 Passagiertüren + separate Fahrertür